# Madera flotante

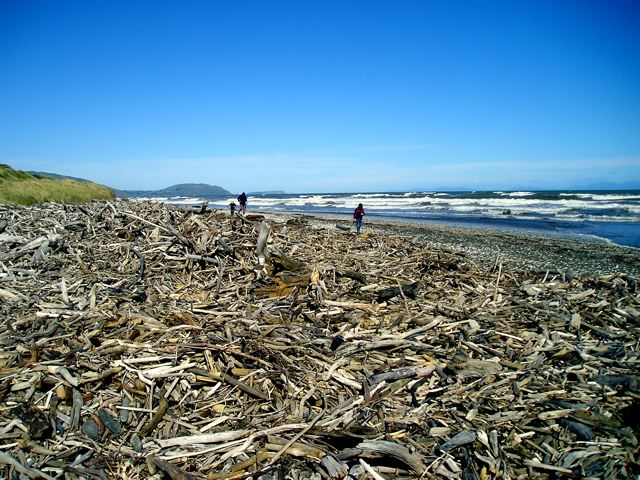
Una playa cubierta de madera flotante en la región de West Coast en Nueva Zelanda

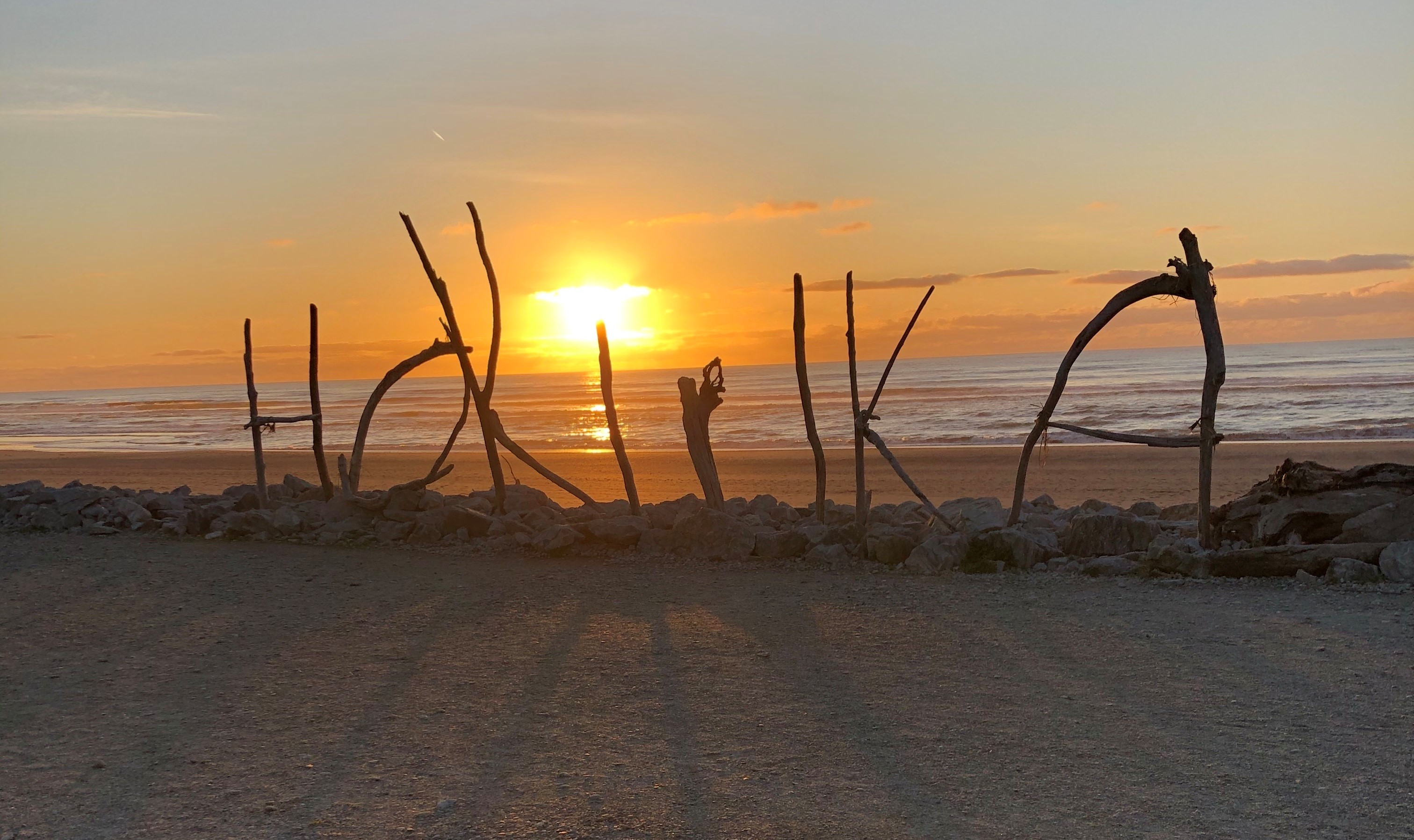
La palabra "Hokitika" hecha de madera flotante en Hokitika, Nueva Zelanda

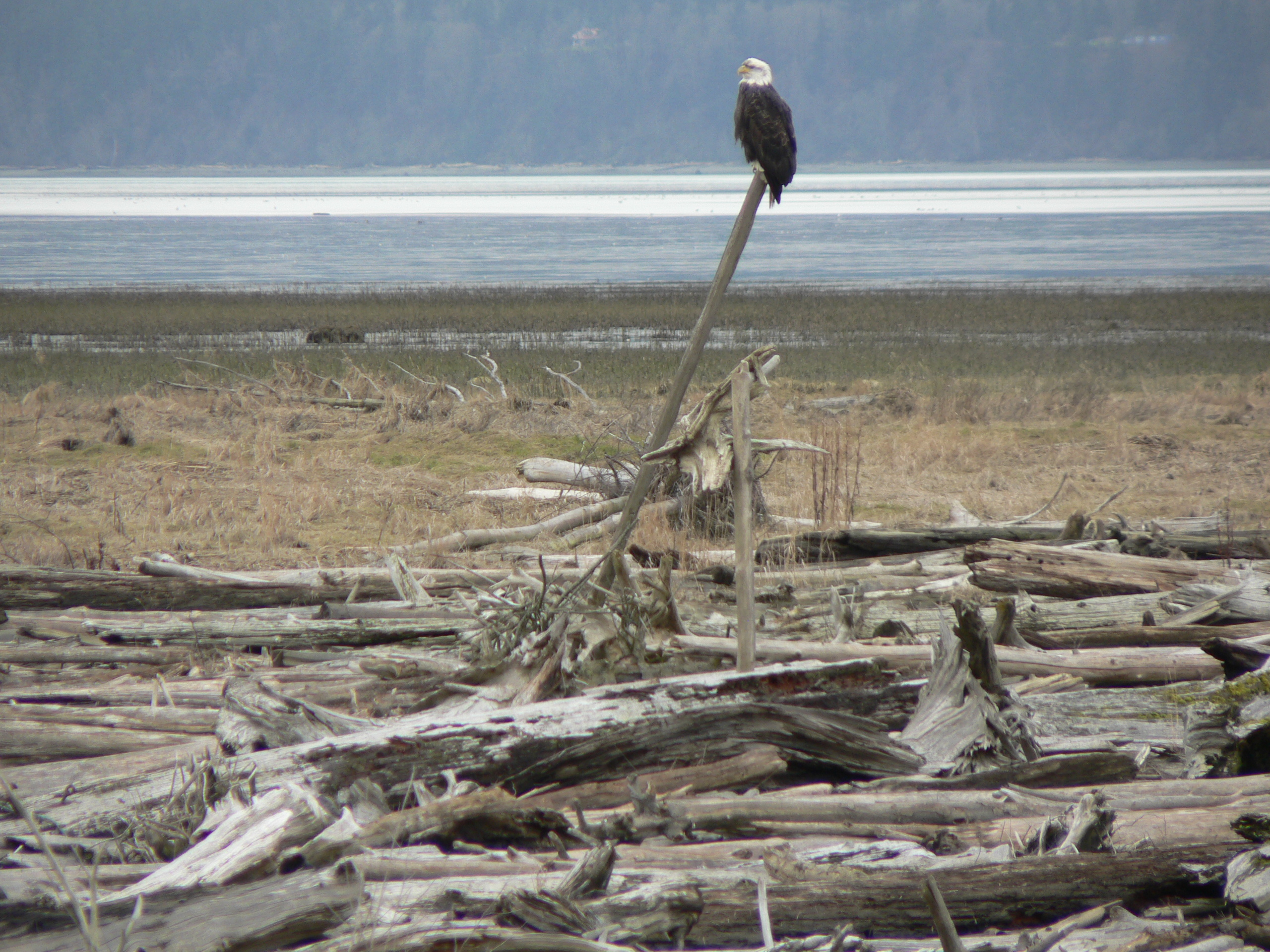
Un águila calva sobre madera flotante en el condado de Skagit, Washington, Estados Unidos

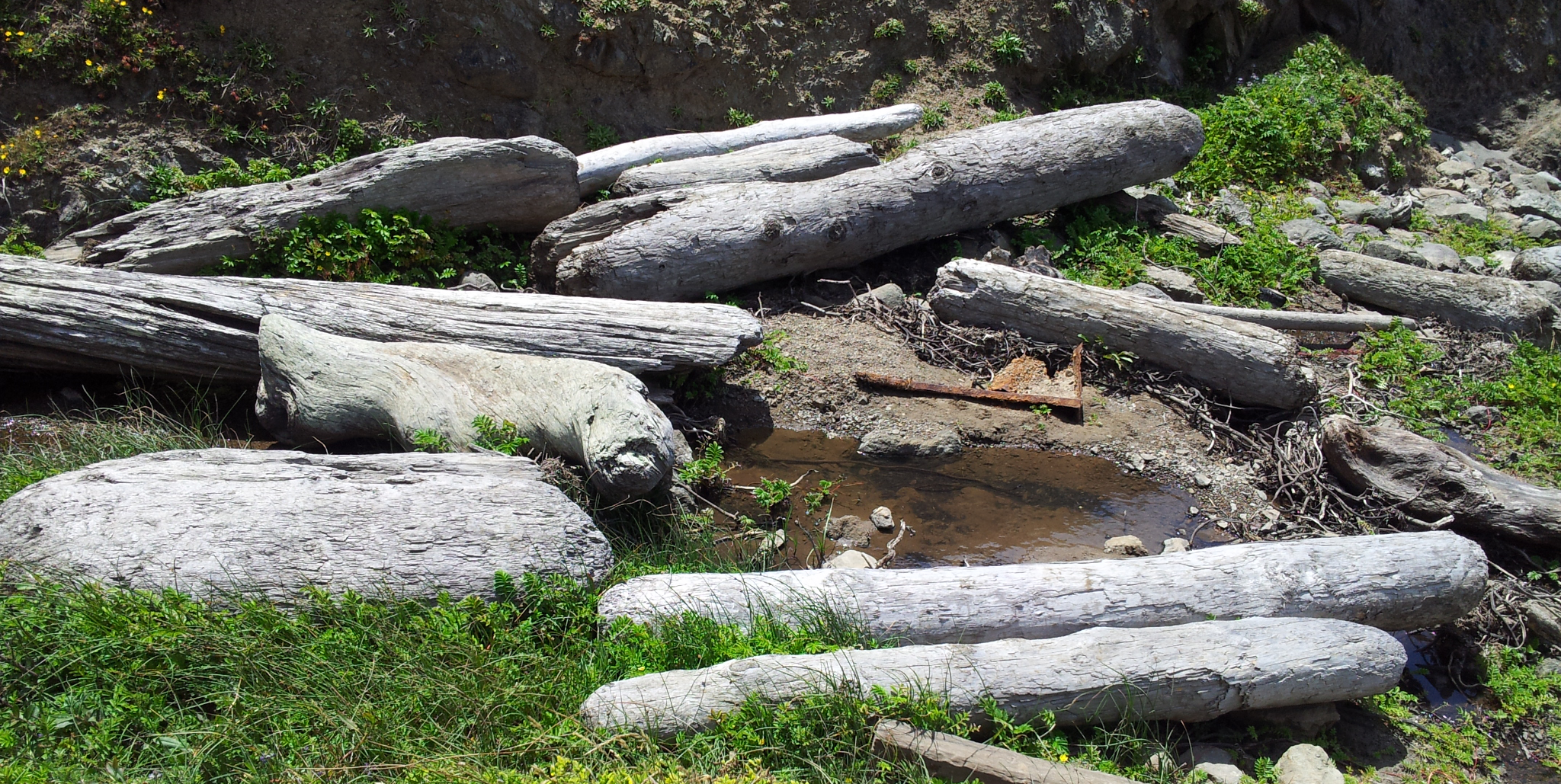
Troncos flotantes de secuoya roja en Bodega Bay, California

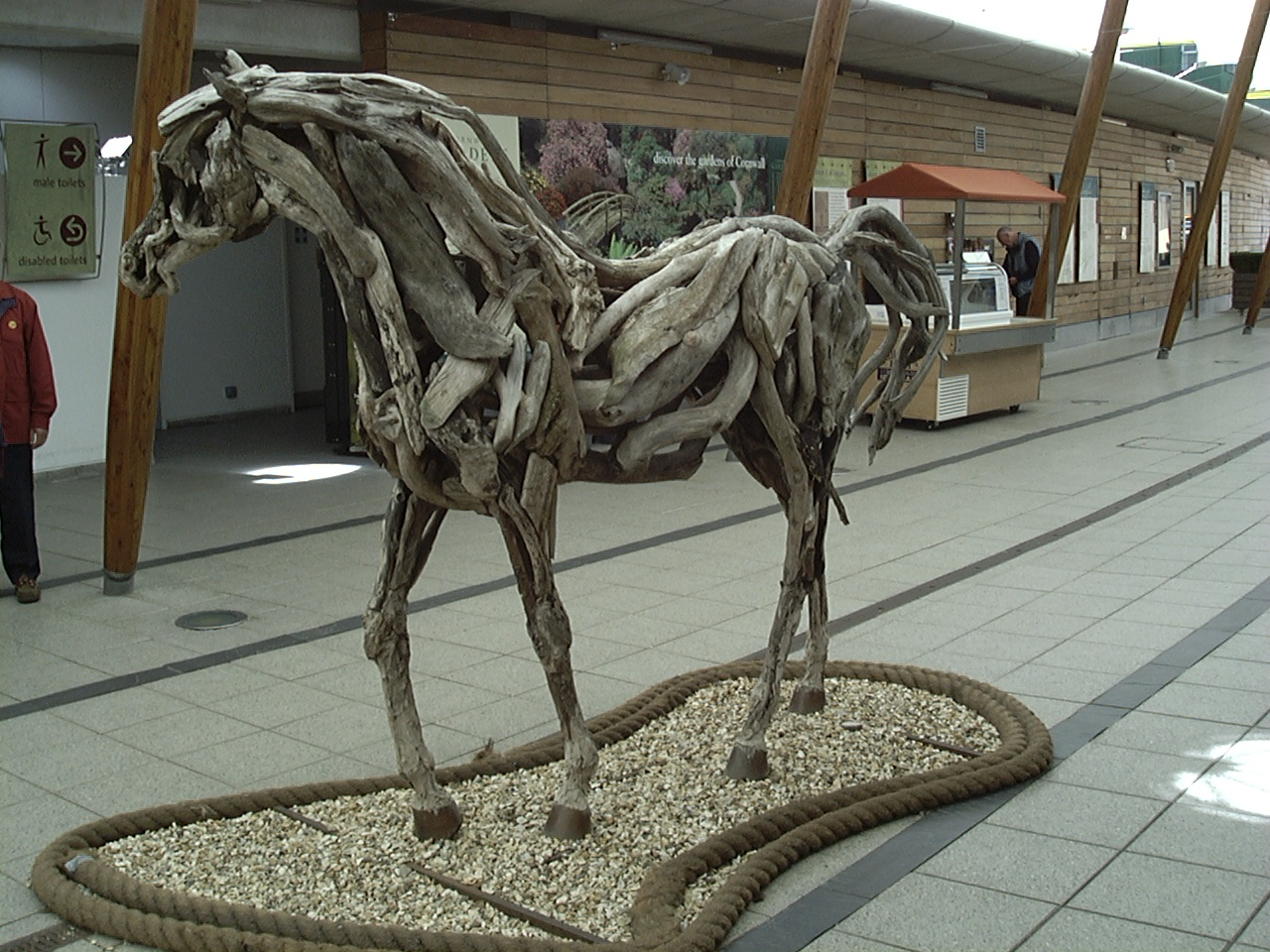
Una estatua de caballo hecha de madera flotante por la escultora británica Heather Jansch en el Proyecto Edén, Cornualles, Inglaterra

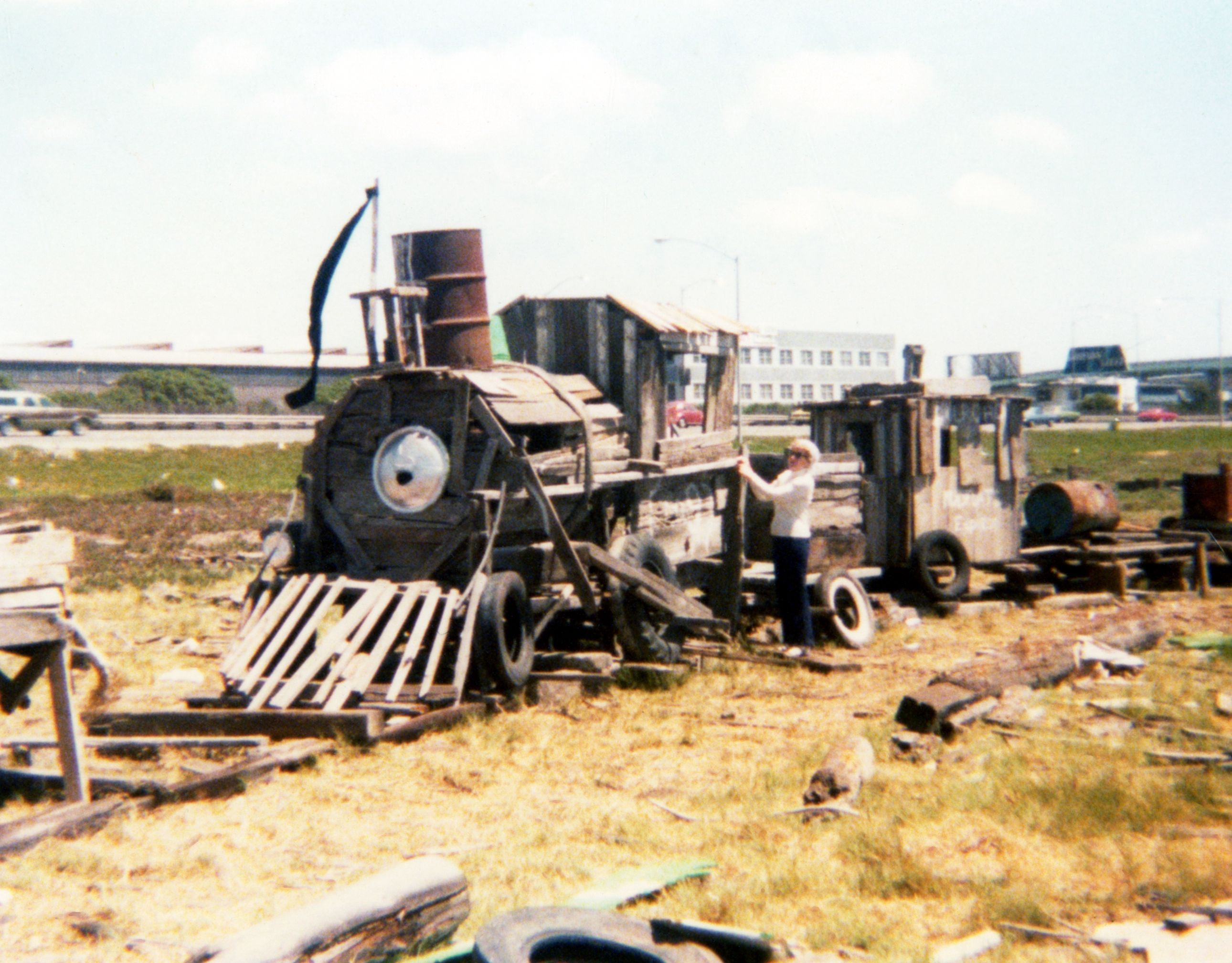
Una escultura en forma de locomotora hecha de madera flotante en Emeryville, California

El término madera flotante se refiere a madera que flota en mares, lagos o ríos y que llega eventualmente a los litorales o a las orillas como resultado de las acciones de  los vientos, las mareas o las olas. 
En algunas dársenas, la madera flotante es un gran problema. Sin embargo, mientras flota en las aguas, la madera flotante representa refugio y alimento para aves, peces y otras especies acuáticas. Con ayuda de limnóridos, bromas y bacterias, la madera se descompone y se convierte en nutrientes que entran de nuevo en la red trófica. Cuando llega a la orilla, la madera parcialmente descompuesta sigue siendo un refugio para aves, plantas y otras especies. A veces ciertas dunas crecen sobre la madera.
En su mayoría, la madera flotante consiste en restos de árboles enteros o parciales que llegan a las aguas a causa de inundaciones, vientos u otros sucesos naturales o como consecuencia de la industria maderera. La madera flotante puede ser también restos de objetos de madera hechos por el hombre, tales como los restos de edificios que llegan a las aguas a causa de tormentas, objetos desechados desde la costa, objetos perdidos de barcos o los restos de naufragios. A menudo resulta difícil o imposible saber de donde procede un trozo de madera flotante a causa de la erosión.
La madera flotante se emplea para hacer muebles especiales y obras de arte. Se emplea a menudo en el paisajismo acuático. 

## Uso como leña
Según la Agencia de Protección Ambiental estadounidense, la madera flotante no debe de ser nunca quemada en una estufa de leña porque es posible que hay sustancias químicas tóxicas dentro de la madera y quemarla puede hacer daño a la estufa.

## Mitología e historia
Según la mitología nórdica, los primeros seres humanos, Ask y Embla, fueron hechos por el dios Odín y sus hermanos Ve y Vili con madera flotante de dos árboles diferentes, un fresno y un olmo. Los vikingos solían poner madera sobre las aguas antes de cumplir un viaje en barco. Una nueva sala de hidromiel fue construida en el lugar donde llegó la madera flotante y la madera fue empleada en hacer la silla principal de la sala.
Para los inuit y otros pueblos del Ártico que vivían más allá del límite del bosque en los tiempos antes de su contacto continuo con comerciantes europeos, la principal fuente de madera, y a veces la única fuente, fue madera flotante que llegó en ríos árticos. Según el sistema de clasificación de los inuit, hay siete tipos de madera flotante diferentes y cada uno tiene sus propios usos y calidades. El kayak y otros barcos de los inuit fueron hechos con estructuras de madera flotante cubiertas de pieles. Madera flotante y tendones eran empleados por los inuit para hacer arcos. Madera flotante, huesos y cuernos eran empleados por los inuit para hacer flechas.
The Old Man of the Lake ("El Viejo del Lago") es un árbol entero que flota en el Lago del Cráter en Oregón, Estados Unidos durante más de un siglo. El árbol está bien conservado a causa del agua fría del lago.

## Esculturas
Varios escultores han empleado la madera flotante en la creación de sus obras de arte.
- La declaración de la independencia de la micronación de Ladonia ocurrió como consecuencia de la construcción de dos esculturas, una hecha de madera flotante, por el artista y activista sueco Lars Vilks en la Reserva Natural de Kullaberg, Suecia. El consejo local declaró que las esculturas eran edificios cuya construcción quedaba prohibida en la reserva natural.
- Las esculturas en la llanura de marea de Emeryville, California son una obra de arte encontrado. La madera flotante y otros objetos encontrados eran empleados en su construcción.
- Los ganadores del premio de energía sostenible de la asociación caritativa británica Ashden reciben premios hechos de madera flotante.
- La artista estadounidense Deborah Butterfield es conocida por sus esculturas de caballos hechas inicialmente de madera flotante y otros objetos encontrados y luego fundidas en bronce.[7]
- El festival de arte Driftwood and Sand ("madera flotante y arena") tiene lugar en Hokitika, Nueva Zelanda cada enero.[8]

## Disminución
A consecuencia del uso de procesos más industrializados en la industria maderera, desde finales del siglo XX ha disminuido la cantidad de madera flotante. Hay evidencia de que había mucha más madera flotante en el pasado. Las primeras fotografías del litoral pacífico de América del Norte muestran grandes cantidades de madera flotante en las playas no visibles hoy.
Durante su viaje a la entrada Dixon a finales del siglo XIX, el etnógrafo estadounidense George Amos Dorsey escribió que había montones de madera flotante en las playas, algunos con una altura de más de dieciocho metros.